# Джемилев, Аким Абдурахманович
Аки́м Абдурахма́нович Джеми́лев (крымскотат. Akim Abdurahman oğlu Cemilev, Аким Абдурахман огълу Джемилев; 9 мая 1918, Кучук-Узень, Ялтинский уезд — 11 декабря 2001, Симферополь) — крымскотатарский балетмейстер, танцор, хореограф. Участник Великой Отечественной войны. Заслуженный деятель искусств Украины (1994).

## Биография
Родился 9 мая 1918 года в деревне Кучук-Узень. В 1933 году его отца председателя сельсовета перевели на должность руководителя Гужтранспорта в Симферополь. Аким поступил в фабрично-заводское училище и параллельно занимался в танцевальном ансамбле клуба потребкооперации. Учился у балетмейстера Усеина Баккала.
В 1936 году стал солистом Государственного ансамбля танца Крыма Театра оперы и балета. Исполнял крымскотатарские танцы — «Агъыр-ава», «Чобан-оюны», «Хайтарма» и танцы различных народов СССР. Лауреат фестиваля творчества народов СССР в Москве (1938). Танцевал в ялтинском ансамбле восточных танцев Крыма, в Крымском драматическом театре и театре оперы и балета.
В 1940 году был призван в армию. В годы Великой Отечественной войны служил артиллеристом. Старший сержант. Принимал участие в Сталинградской и Курской битвах. Освобождал Белгород, Харьков, Александрию и Кировоград. Участвовал в Битве за Днепр и Киевской наступательной операции. После окончания войны в составе Центральной группы войск находился в Праге. Вместе с Виктором Гудименко и Нусретом Шабановым занимался подготовкой концерта в сентябре 1945 года в пражском театре Люцерна.
Демобилизовавшись весной 1946 года, отправился в Горловку, где его супруга работала медсестрой. Вместе с ней переехал в Янгиюль Узбекской ССР, где находились депортированные в 1944 году родственники. Работал солистом Ташкентского областного театра в Янгиюле. Участвовал в создании коллективов художественной самодеятельности на масло- и хлопкоперерабатывающих заводах города.
В 1956 году стал работать в ташкентском государственном ансамбле «Хайтарма», где с 1976 года являлся балетмейстером. В 1980 году переехал в Новороссийск, где создал ансамбль, исполнявший крымскотатарские танцы. Автор книги «Танцы ансамбля „Хайтарма“» (1984).
Участник крымскотатарского национального движения. В 1988 году возвращается в Симферополь. С 1989 по 1993 год — балетмейстер Крымскотатарского музыкально-драматического театра.
Скончался 11 декабря 2001 года в Симферополе.

## Награды и звания
- Медаль «За отвагу» (1942)[6]
- Орден Красной Звезды (1943)[6]
- Медаль «За боевые заслуги» (1945)[6]
- Орден Отечественной войны 2-й степени (1985)[7]
- Заслуженный деятель искусств Украины (1994)[2]

## Память
26 мая 2013 года по решению сессия Малореченского сельского совета в родной деревне Джемилева в его честь был установлен памятный камень.
В 2018 году в честь столетия Джемилева в Крымскотатарском государственном академическом музыкально-драматическом театре состоялся творческий вечер его памяти. В 2019 году телеканал «Миллет» снял эпизод на Сапун-Горе о том, как Джемилев исполнял танец на танке.
Архив Акима Джемилева, переданный его сыном, хранится в Крымскотатарском музее культурно-исторического наследия.

## Семья
Сын — Эльдар Акимович Джемилев.